# Distrito de Nilgiris
Nilgiris (en Tamil; நீலகிரி மாவட்டம் ) es un distrito de India, en el estado meridional de Tamil Nadu. Nilgiri es el nombre dado a una serie de montañas que se extienden por las fronteras entre los estados de Tamil Nadu, de Karnataka y de Kerala. Las montañas Nilgiri son parte de una cadena montañosa más grande, conocida como los Ghats occidentales. Su punto más alto es la montaña de Doddabetta, con una altura de 2633 m. El pequeño distrito se encuentra principalmente dentro de esta cordillera; la sede administrativa se encuentra en Ooty (Ootacamund o Udhagamandalam). Comprende una superficie de 2452,50 km².
El distrito de Nilgiris ocupa el primer lugar en un índice de ordenamiento económico global que clasifica a los distritos del estado de Tamil Nadu (sin incluir Chennai) realizado por el Institute for Financial Management and Research en agosto de 2009. Las plantaciones de té y café han sido importantes para su economía. En 2011 el distrito de Nilgiris tenía una población de 735 394 habitantes, con una ratio de 1042 mujeres por cada 1000 hombres.

## Geografía y clima
El distrito es básicamente montañoso, a una altitud de 1000 a 2.600 metros sobre el nivel del mar, y dividido entre la meseta de Nilgiri y la meseta más baja y más pequeña de Wynaad. El distrito se encuentra en la unión de los Ghats occidentales y los Ghats orientales. Su ubicación latitudinal y longitudinal es de 130 km (latitud: 11° 12 N a 11° 37 N) por 185 km (longitud: 76° 30 E a 76° 55 E). Está limitado por los distritos de Chamarajanagar y de Karnataka al norte, Wayanad, Malappuram y Palakkad de Kerala al oeste, el distrito de Coimbatore de Tamil Nadu al sur y el distrito de Erode de Tamil Nadu al este. 
La topografía es abrupta, con escarpados acantilados; alrededor del 60% de la tierra cultivable tiene pendientes que varían de 16° a 35°. Las montañas de los Downs se parecen bastante a las Downs del sur de Inglaterra, y en ellas se practicaron actividades tales como la caza y el excursionismo.

## Agricultura

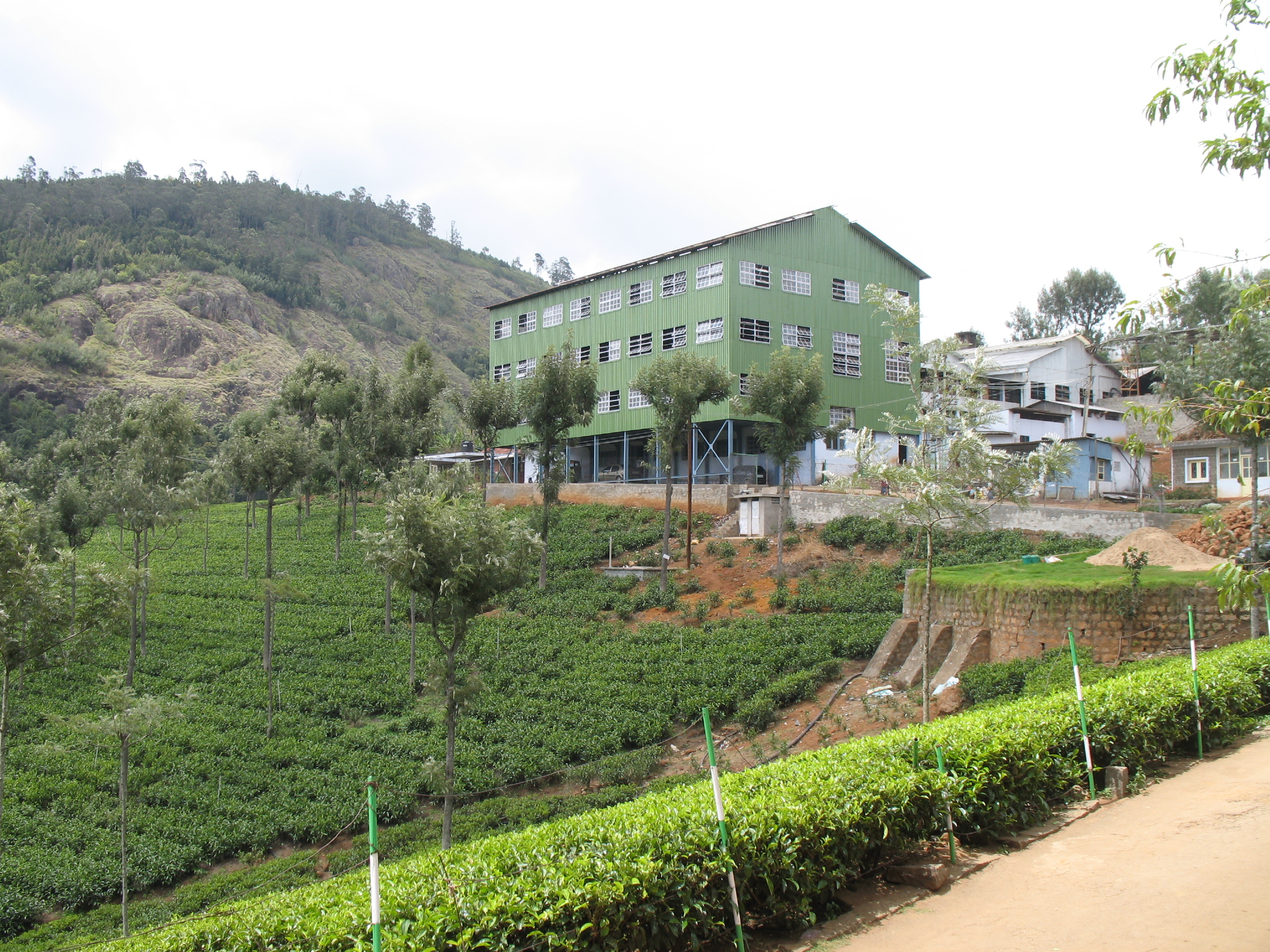
Una fábrica de té junto a una plantación

El distrito de Nilgiris es básicamente un distrito hortícola. Su economía se basa en las cosechas de té, café, y especias, seguidas en importancia por la papa, la col, la zanahoria y las frutas. La actividad principal se relaciona con los cultivos de plantación, es decir, té y café y también con algunos de cardamomo, pimienta y caucho. El té crece en alturas de 1.000 a más de 2.500 metros.
También se produce aceite de eucalipto y vegetales de zona templada. La patata y otras verduras se cultivan en Udhagamandalam y Coonoor Taluks. El arroz, el jengibre, la pimienta y el caucho se cultivan en Gudalur y Pandalur Taluks. El arroz también se cultiva en el área de Thengumarahada en Kotagiri Taluk. Además de estos cultivos también se cultivan en todo el distrito el mijo, el trigo, las frutas y hortalizas, etc. No existen sistemas de riego. Los cultivos se riegan con las lluvias. Se han construido represas cuando ha sido posible explotar los manantiales naturales.

## Ecorregiones

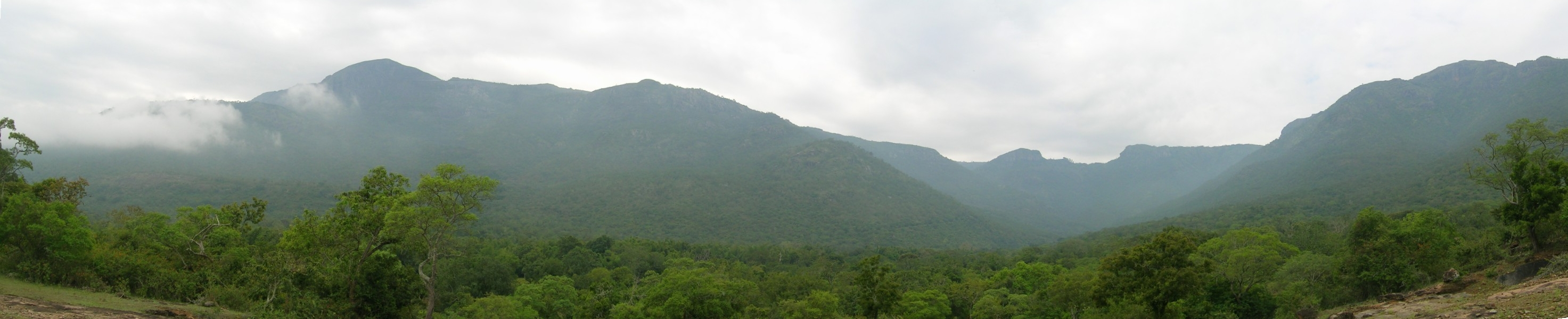
Sigur Ghat

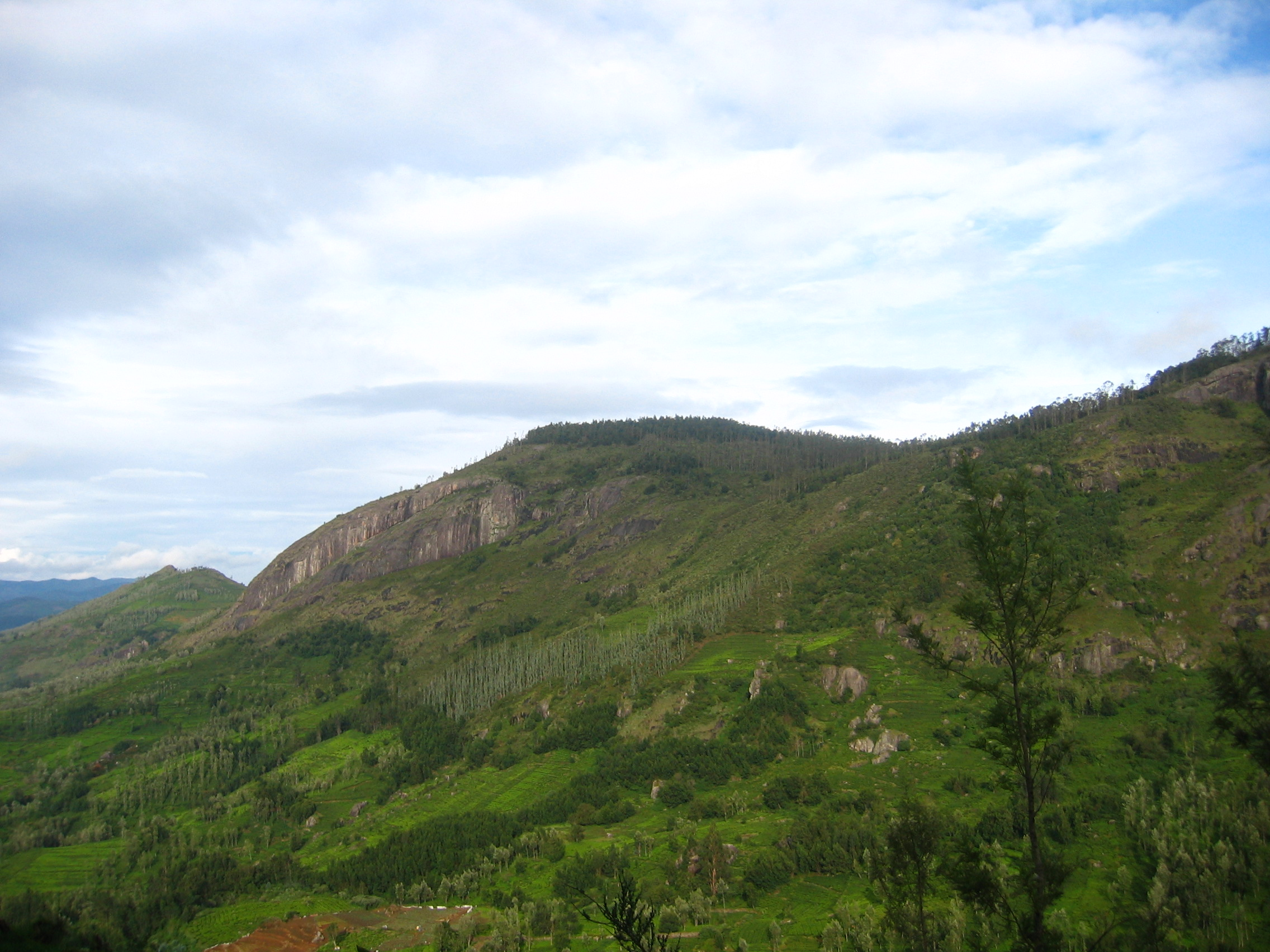
Una vista de las montañas de Nilgiri

Dos ecorregiones cubren parte de los Nilgiris. Los bosques caducos húmedos de los Ghats occidentales se encuentran entre los 250 y 1000 metros de altura. Estos bosques se extienden hacia el sur a lo largo de la cordillera de los Ghats Occidentales hasta el extremo sur de la India, y están dominados por un conjunto diverso de árboles, muchos de ellos caducos durante el invierno y la estación seca de primavera. Estos bosques son el hogar del mayor rebaño de elefantes asiáticos en la India. Los Nilgiris y los Ghats también son uno de los hábitats más importantes del tigre en la India.
La ecorregión bosques tropicales montañosos del oeste de los Ghats del sur cubre la parte de montaña con una altura mayor de 1000 metros. Estas selvas tropicales de hoja perenne son extremadamente diversas. Por encima de los 1500 metros de elevación, los bosques de hoja perenne comienzan a dar paso a los bosques atrofiados, localmente llamados shola, que están intercalados con pastizales abiertos. Las praderas altas son el hogar del nilgiri tahr, especie en peligro que se asemeja a una cabra fornida con cuernos curvados. Los nilgiri tahrs se encuentran sólo en los pastizales montanos de los Ghats del suroeste, y en número de apenas 2000 individuos.

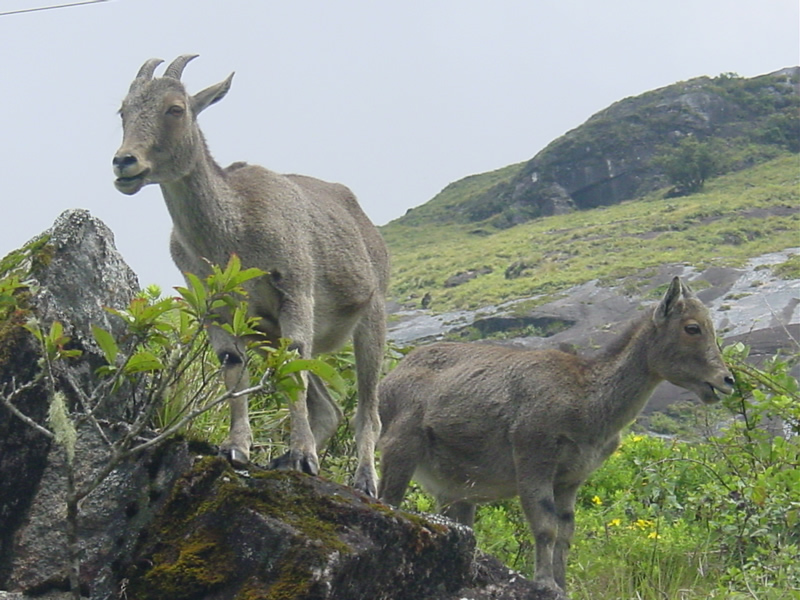
Nilgiri tahr en el Nilgiris

Tres parques nacionales de la India protegen parte del territorio del distrito de Nilgiris. El parque Nacional Mudumalai se encuentra en la parte norte de la cordillera donde se unen Kerala, Karnataka y Tamil Nadu y cubre un área de 321 km². El Parque nacional de Mukurthi se encuentra al suroeste de la cordillera, en Kerala, y cubre un área de 78,5 km², que incluye un mosaico intacto de pastizales, un hábitat para el Nilgiri tahr. El parque nacional de Silent Valley está justo al sur y contiguo a estos dos parques, y cubre un área de 89.52 km². Fuera de estos parques gran parte del bosque nativo ha sido talado para pastorear ganado, o ha sido invadido o reemplazado por plantaciones de té, eucalipto, cinchona y acacia. La extensión entera, junto con partes de los Ghats occidentales al noroeste y al sudoeste, fue incluida en la reserva de la biosfera de Nilgiri en 1986, la primera reserva de la biosfera de la India. En enero de 2010, la Declaración de Nilgiri Archivado el 4 de febrero de 2010 en Wayback Machine. establece una amplia gama de objetivos de desarrollo ambiental y sostenible que se alcanzará en 2015. 
La región también ha dado su nombre a una variedad de especies del aves, incluyendo el bisbita del Nilgiri, la Paloma del Nilgiris y el mirlo del Nilgiri.